# Pilimpikou
Pilimpikou est une commune rurale et le chef-lieu du département de Pilimpikou situé dans la province du Passoré de la région Nord au Burkina Faso.

## Géographie
Pilimpikou se trouve à environ 30 km au sud du centre de Yako, le chef-lieu de la province et à 6 km à l'ouest de Nanoro. Il s'agit d'une commune très dispersée en centres d'habitation distincts regroupant au total vingt quartiers relativement distants les uns des autres.
La localité est située à 15 km à l'est de la route nationale 13.

## Santé et éducation
Pilimpikou accueille un centre de santé et de promotion sociale (CSPS) tandis que le centre médical avec antenne chirurgicale (CMA) de la province se trouve à Yako.